# Некоуз (станция)
Не́коуз — железнодорожная станция Северной железной дороги, находящаяся в селе Новый Некоуз Ярославской области.

## Деятельность
Станция открыта для грузовой работы.
Коммерческие операции, выполняемые на станции:
- продажа пассажирских билетов[2];
- приём и выдача багажа[2];
- приём и выдача повагонных отправок грузов (открытые площадки)[2].

## Транспорт

### Пригородные поезда
| Время       | Дни   | Маршрут движения                 | № поезда       |
| ----------- | ----- | -------------------------------- | -------------- |
| 05:15-05:17 | Ежед. | Пищалкино — Рыбинск-Пассажирский | 6574           |
| 10:03-10:06 | Ежед. | Рыбинск-Пассажирский — Пищалкино | 6583           |
| 11:36-11:37 | Вс.   | Рыбинск-Пассажирский — Пищалкино | 6155           |
| 12:06-12:07 | Ежед. | Пищалкино — Рыбинск-Пассажирский | 7584           |
| 13:27-13:29 | Ежед. | Ярославль-Московский — Пищалкино | 6582/6581/6579 |
| 15:56-15:58 | Ежед. | Пищалкино — Ярославль-Главный    | 6592           |
| 17:15-17:18 | Вс.   | Пищалкино — Рыбинск-Пассажирский | 6156           |
| 18:42-##:## | Ежед. | Рыбинск-Пассажирский — Некоуз    | 6587           |
| ##:##-19:27 | Ежед. | Некоуз — Рыбинск-Пассажирский    | 6588           |
| 21:51-21:53 | Ежед. | Ярославль-Главный — Пищалкино    | 6595/6589      |

(по состоянию на 21.11.2024)

### Поезда дальнего следования
| Время       | Дни   | Маршрут движения                                | № поезда |
| ----------- | ----- | ----------------------------------------------- | -------- |
| 02:30-02:32 | Ежед. | Самара/Уфа — Санкт-Петербург-Главный            | 047М     |
| 04:38-04:40 | Ежед. | Санкт-Петербург-Главный — Самара/Уфа            | 048А     |
| 08:46-08:48 | Сб.   | Москва, Восточный вокзал — Рыбинск-Пассажирский | 602Я     |
| 18:30-18:32 | Вс.   | Рыбинск-Пассажирский — Москва, Восточный вокзал | 601Я     |

(по состоянию на 21.11.2024)